# Alopecosa taeniata
Alopecosa taeniata là một loài nhện trong họ Lycosidae.
Loài này thuộc chi Alopecosa. Alopecosa taeniata được Carl Ludwig Koch miêu tả năm 1835.